# ولید مراد
ولید مراد (زادهٔ ۱۹۸۱ - درگذشت ۲۵ نوامبر ۲۰۱۷) یک بازیکن فوتبال اهل امارات متحده عربی بود.